# Fußball-Revolution
Die Fußball-Revolution fand 1928 aus Protest norddeutscher Fußballvereine gegen das Ligensystem statt und führte zum weitgehenden Ausfall des regulären Spielbetriebs in der Saison 1928/29 in Norddeutschland.
Die zunehmende Attraktivität des Fußballspiels hatte in ganz Deutschland zu einem Anwachsen der Zahl der Vereine geführt. Es gab damals noch keine deutschlandweite Liga und auch kaum regionale höchste Spielklassen, sondern in der Regel nur Punktrunden auf Bezirksebene, deren Sieger sich für die Endrunden um die regionale und anschließend die deutsche Fußballmeisterschaft qualifizierten. Auf die steigende Zahl der Vereine reagierten die Verbände mit der immer weiteren Aufsplitterung der höchsten Spielklassen. Der Norddeutsche Sport-Verband hatte mehrfach versucht, eine regionale Liga zu etablieren, doch war die Mehrheit der Vereine, vor allem in den ländlichen Gebieten, dagegen. In Norddeutschland gab es zu Beginn der Saison 1927/28 elf formal erstklassige Ligastaffeln in sechs Bezirken:
- Förde
- Eider
- Lübeck-Mecklenburg 1
- Lübeck-Mecklenburg 2
- Hamburg/Alster
- Hamburg/Elbe
- Nordhannover (eingleisig)
- Südhannover/Braunschweig 1
- Südhannover/Braunschweig 2
- Weser
- Jade

Diese Aufteilung ist räumlich ungefähr vergleichbar mit den sechstklassigen Landesligen (Verbandsligen, Bezirksoberligen) Anfang des 21. Jahrhunderts. Für die großen norddeutschen Vereine insbesondere aus Hamburg und Altona sowie Holstein Kiel war diese Aufsplitterung völlig unzureichend. Die Ligaspiele gegen schwache lokale Gegner waren weder interessant für die Zuschauer, noch trugen sie zur Leistungsförderung bei. Dabei war man in den 1920er Jahren den süddeutschen Vereinen um die Serienmeister 1. FC Nürnberg und SpVgg Fürth bereits häufig unterlegen. Um nicht weiter ins Hintertreffen zu geraten, vor allem aber aus finanziellen Motiven, schlossen sich folgende Vereine zur „Interessengemeinschaft der Ligavereine“ zusammen und riefen die „Runde der Zehn“ als eigene Spielklasse ins Leben: aus Hamburg der HSV, SpVg Polizei, Victoria, ETV und SV St. Georg, aus Altona und Umgebung der AFC 93, Union 03, St. Pauli Sport (seinem Namen zum Trotz in Lokstedt, damals Kreis Pinneberg, ansässig) und Ottensen 07, dazu Holstein Kiel. 
Im Oktober trat nach eigenen Angaben noch ein weiterer Verein der Interessengemeinschaft bei, nämlich Concordia Wandsbek „als elftgrößter Verein Groß-Hamburgs (...) Ein folgenschwerer Entschluß, der sich aber für uns auf der ganzen Linie günstig auswirkte.“ Er führte jedoch nicht mehr zur Teilnahme an einer „Runde der Elf“, die es dann gewesen wäre. Die Punkterunde der Zehn gewann der HSV vor Kiel und Union Altona.
Derart vor vollendete Tatsachen gestellt, reagierte der Norddeutsche Sport-Verband endlich und setzte beim Verbandstag am 10. März 1929 mit hauchdünner Mehrheit (50,1 Prozent der Stimmen) eine Ligareform durch, an deren Ende zur Saison 1929/30 sechs Oberligen eingeführt wurden, eine pro Bezirk:
- Schleswig-Holstein
- Lübeck-Mecklenburg
- Groß-Hamburg
- Nordhannover
- Südhannover/Braunschweig
- Weser/Jade

Die Spielzeit 1928/29 fiel in Norddeutschland zum großen Teil aus oder wurde um die Jahresende 1928/29 abgebrochen und für beendet erklärt (so auch die „Runde der Zehn“). Der Bezirk Groß-Hamburg machte im Januar 1929 noch den Versuch eines Neustarts seiner „eigentlichen“ Liga, die sogar auf zweimal 14 Klubs aufgestockt wurde, unter ihnen Concordia. Dieses Vorhaben blieb aber ebenfalls stecken. Allerdings wurde die Endrunde zur norddeutschen Meisterschaft dennoch ausgetragen, und der Verband ließ daran auch die besten sechs „Revoluzzervereine“ teilnehmen.
Die Abschlusstabelle der Runde der Zehn:
| Pl. | Verein               | Sp. | S | U | N | Tore  | Diff. | Pkt. |
| --- | -------------------- | --- | - | - | - | ----- | ----- | ---- |
| 1.  | Hamburger SV         | 9   | 8 | 1 | 0 | 50:16 | +34   | 17-1 |
| 2.  | Holstein Kiel        | 9   | 6 | 0 | 3 | 38:20 | +18   | 12-6 |
| 3.  | FC Union 03 Altona   | 9   | 5 | 2 | 2 | 29:20 | +9    | 12-6 |
| 4.  | Eimsbütteler TV      | 9   | 6 | 0 | 3 | 31:31 | 0     | 12-6 |
| 5.  | Altonaer FC 93       | 9   | 4 | 2 | 3 | 28:23 | +5    | 10-8 |
| 6.  | St. Pauli SV         | 9   | 5 | 0 | 4 | 37:37 | 0     | 10-8 |
| 7.  | SpVg Polizei Hamburg | 9   | 2 | 2 | 5 | 26:34 | -8    | 6-12 |
| 8.  | SpVgg Ottensen 07    | 9   | 2 | 0 | 7 | 18:38 | -20   | 4-14 |
| 9.  | SV St. Georg         | 9   | 2 | 0 | 7 | 17:38 | -21   | 4-14 |
| 10. | SC Victoria Hamburg  | 9   | 1 | 1 | 7 | 25:40 | -15   | 3-15 |